# VBC Galina
VBC Galina est un club liechtensteinois de volley-ball fondé en 1974 et basé à Schaan, évoluant pour la saison 2017-2018 en Ligue Nationale A féminine.

## Effectifs

### Saison 2017-2018
| No                                     | Nom                                    | Date de naissance                      | Taille                         | Poids                          | Poste                          |
| -------------------------------------- | -------------------------------------- | -------------------------------------- | ------------------------------ | ------------------------------ | ------------------------------ |
| 1                                      | Jekaterina Stepanova                   | 19 mars 1989                           | 190                            | 75                             | Réceptionneuse-attaquante      |
| 2                                      | Loredana Cantoni                       | 26 août 1999                           | 176                            |                                | Passeuse                       |
| 4                                      | Kathia Bigger                          | 30 janvier 1975                        | 175                            |                                | Centrale                       |
| 6                                      | Romina Schnyder                        | 12 novembre 1999                       | 168                            |                                | Libero                         |
| 8                                      | Monika Chrtianska                      | 18 novembre 1996                       | 184                            | 71                             | Réceptionneuse-attaquante      |
| 9                                      | Jenelle Hudson                         | 25 juin 1994                           | 177                            |                                | Passeuse                       |
| 10                                     | Michelle Meier                         | 12 octobre 1999                        | 174                            | 54                             | Passeuse                       |
| 11                                     | Mariah Mandelbaum                      | 9 juin 1989                            | 168                            |                                | Libero                         |
| 14                                     | Simona Härtner                         | 4 juillet 1999                         | 182                            |                                | Centrale                       |
| 15                                     | Thelma Dögg Grétarsdóttir              | 1er octobre 1997                       | 177                            | 66                             | Attaquante                     |
| 16                                     | Nuria Lopes da Silva                   | 26 décembre 1991                       | 176                            | 67                             | Centrale                       |
| 18                                     | Karla Klarić                           | 5 septembre 1994                       | 188                            | 84                             | Réceptionneuse-attaquante      |
|                                        |                                        |                                        |                                |                                |                                |
| Encadrement technique                  | Encadrement technique                  |                                        | Légende                        | Légende                        | Légende                        |
| Entraîneur : Marc Demmer               | Entraîneur : Marc Demmer               | Entraîneur : Marc Demmer               | : Capitaine                    | : Capitaine                    | : Capitaine                    |
| Entraîneur(s) adjoint(s) : Jan Schmidt | Entraîneur(s) adjoint(s) : Jan Schmidt | Entraîneur(s) adjoint(s) : Jan Schmidt | : Joueuse blessée actuellement | : Joueuse blessée actuellement | : Joueuse blessée actuellement |
| Manager général : Patrick Vetsch       |                                        |                                        |                                |                                |                                |